# مديرية حبان

تعديل مصدري - تعديل

مديرية حبان هي إحدى مديريات محافظة شبوة في اليمن. بلغ عدد سكانها 29846 نسمة عام 2004.